# Hooli, Parasgad
Hooli là một làng thuộc tehsil Parasgad, huyện Belgaum, bang Karnataka, Ấn Độ.